# Mália (palácio)
Mália é um nome convencionado atribuído a um sítio palaciano minoico localizado nas cercanias da moderna cidade de Mália, na unidade regional de Heraclião, na ilha de Creta. Adquiriu este nome, pois seu nome original não é conhecido. Foi um dos principais centros urbanos minoicos durante séculos, desempenhando notória participação no ativo comércio da Civilização Minoica, tanto dentro como fora da ilha.

## História
Em vista do crescente comércio empreendido pelos comerciantes minoicos com o oriente, centros orientais da ilha como Vasilicí e Mália, assim como seus portos, notabilizaram durante o minoano antigo e sua influência irradiou-se pela ilha, fazendo com que houvesse uma expansão rumo ao centro-leste da ilha o que originou novos centros como Amnisos, Cnossos e Festo, sendo tais ligados por uma estrada erigida ao longo da ilha. Uma proeminente necrópole foi erigida na área durante o período. O primeiro palácio foi construído por volta de 1 900 a.C., durante o período protopalaciano. e, assim como outros palácios (Cnossos, Festo), está localizado nas planícies mais férteis da ilha, permitindo que seus proprietários acumulassem riquezas, especialmente agrícolas, como evidenciado pelos grandes armazéns para produtos agrícolas encontrados nos palácios. Foi posteriormente reconstruído duas vezes devido a extensivos danos por causas naturais (primeiro em 1 650 a.C.; depois em 1 450 a.C.)

### Arqueologia
Em 1915 Joseph Hadzidakis descobriu o palácio de Mália, sendo que o sítio foi completamente escavado pela Escola Francesa de Atenas sob  F. Chapouthier. O palácio foi cercado por uma cidade composto em grande parte por edifícios simples, no entanto, foi notória já que nela que foi encontrada a bacia lustral mais antiga da ilha. Vários artefatos com inscrições em Linear A foram escavados no sítio.
A maioria das ruínas hoje visíveis são do segundo período de construção. O palácio dispõe de um pátio central de 48 metros por 23 metros (com um incomum altar no centro) que é cercado por armazéns, oficinas, salas cultuais e residenciais, e possivelmente um teatro. O Salão hipostilo possivelmente serviu como salão cerimonial ou para banquetes, enquanto os ritos palacianos ocorreram na sala conhecida como Loggia. Os armazéns orientais continham áreas elevadas onde pitos eram deixados e no chão, no centro dos armazéns, havia canais que terminavam em buracos que eram usados para recolher tudo que derramasse dos vasos. Não há consenso quanto a função do edifício conhecido como Cripta hipostila; Criptas pilares, koulouras (silos), e uma bacia lustral foram identificados no sítio. A oeste dos armazéns, quartos foram rebocados e equipados com bancos, sendo estes interpretados como salões do conselho.
A oeste do palácio de Mália há um complexo composto por três casas, onde a do meio (conhecida como Quartier Mu) é a mais proeminente. Ocupa uma área de 450 m² e possui cerca de 30 quartos térreos, um santuário com uma lareira retangular fixa no centro, quatro depósitos com sistema de drenagem, uma sala pavimentada, uma bacia lustral afundada, um poço de luz,{{NotaNT|Poços de luz são eixos dentro de um edifício que está aberto para o exterior na parte superior para admitir luz durante o dia e ar fresco durante a noite. e duas escadas para andares superiores que não foram preservados. Cantarias, colunas e base de colunas de pedra cortada e pavimentação são as características arquitetônicas presentes na estrutura e, além disso, a disposição de seus alojamentos e áreas de serviço evidencia certa estratificação social. Do outro lado da rua, há três oficinas contemporâneas: uma de ferreiros; uma de ceramistas; e outra de cortadores de selos, sendo interpretado que estes trabalhadores eram empregados pelos moradores de Quartier Mu.

## Galeria de fotos

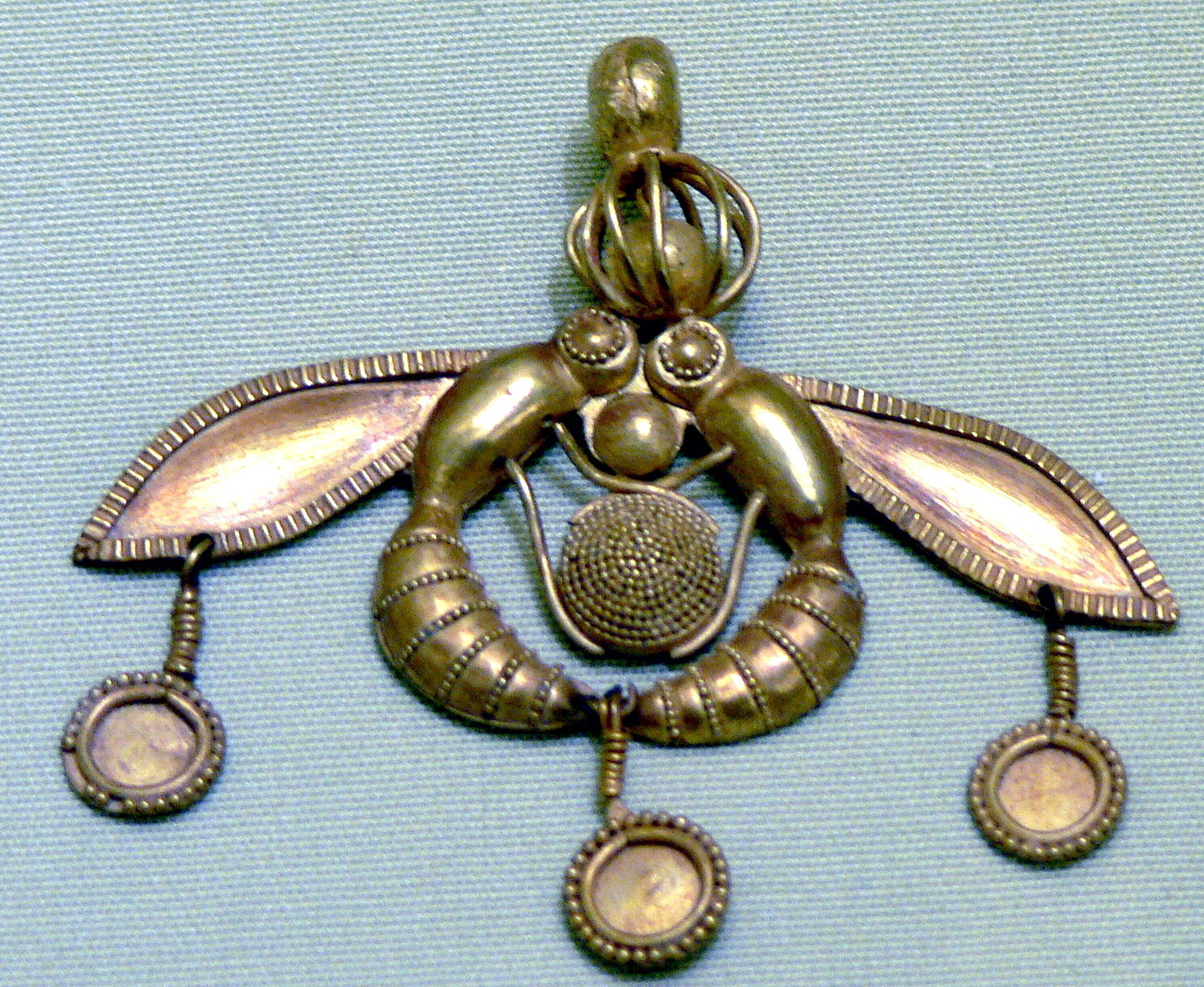
Pingente de ouro de duas abelhas segurando uma gota de mel
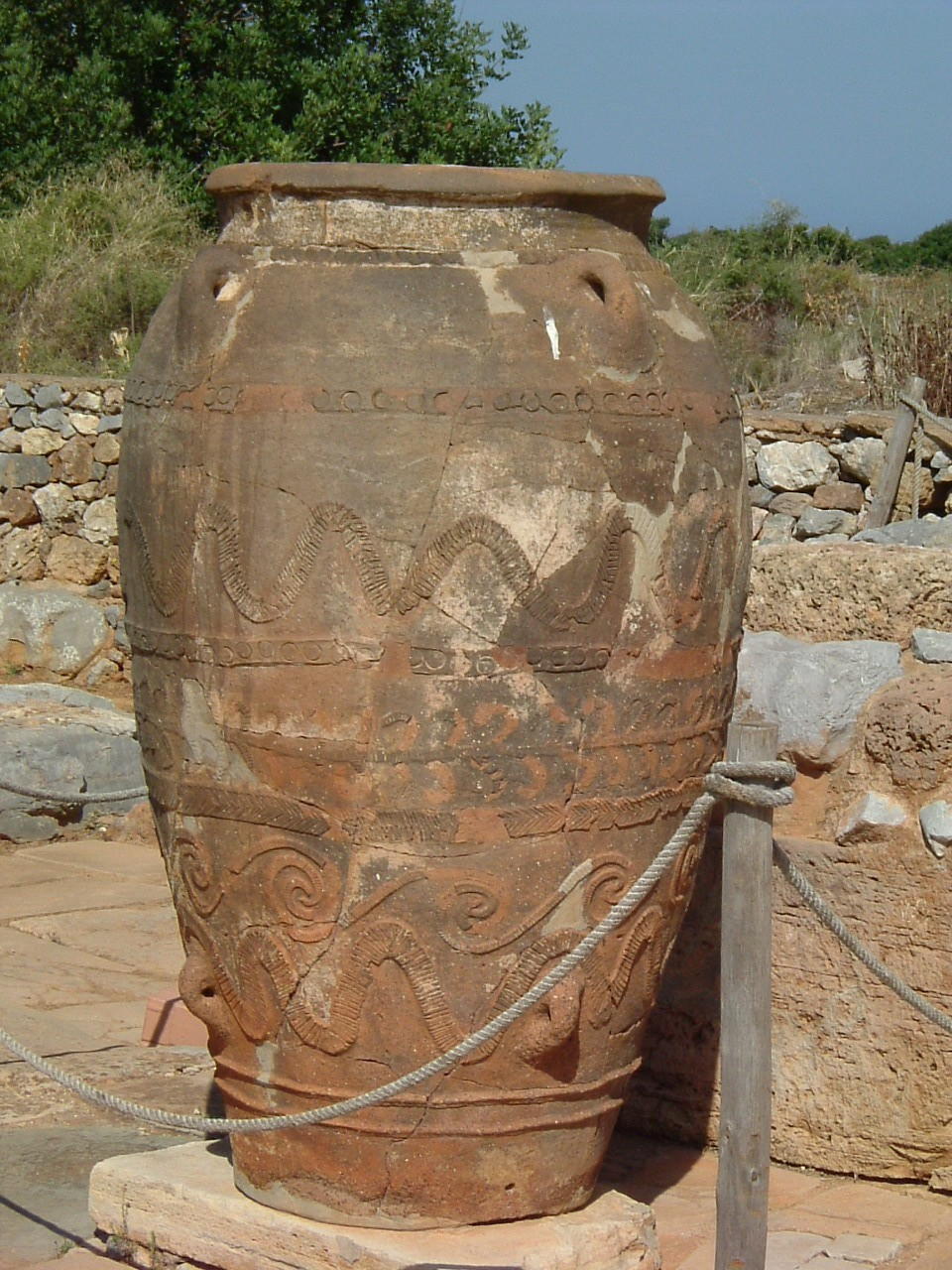
Pito encontrado em Mália
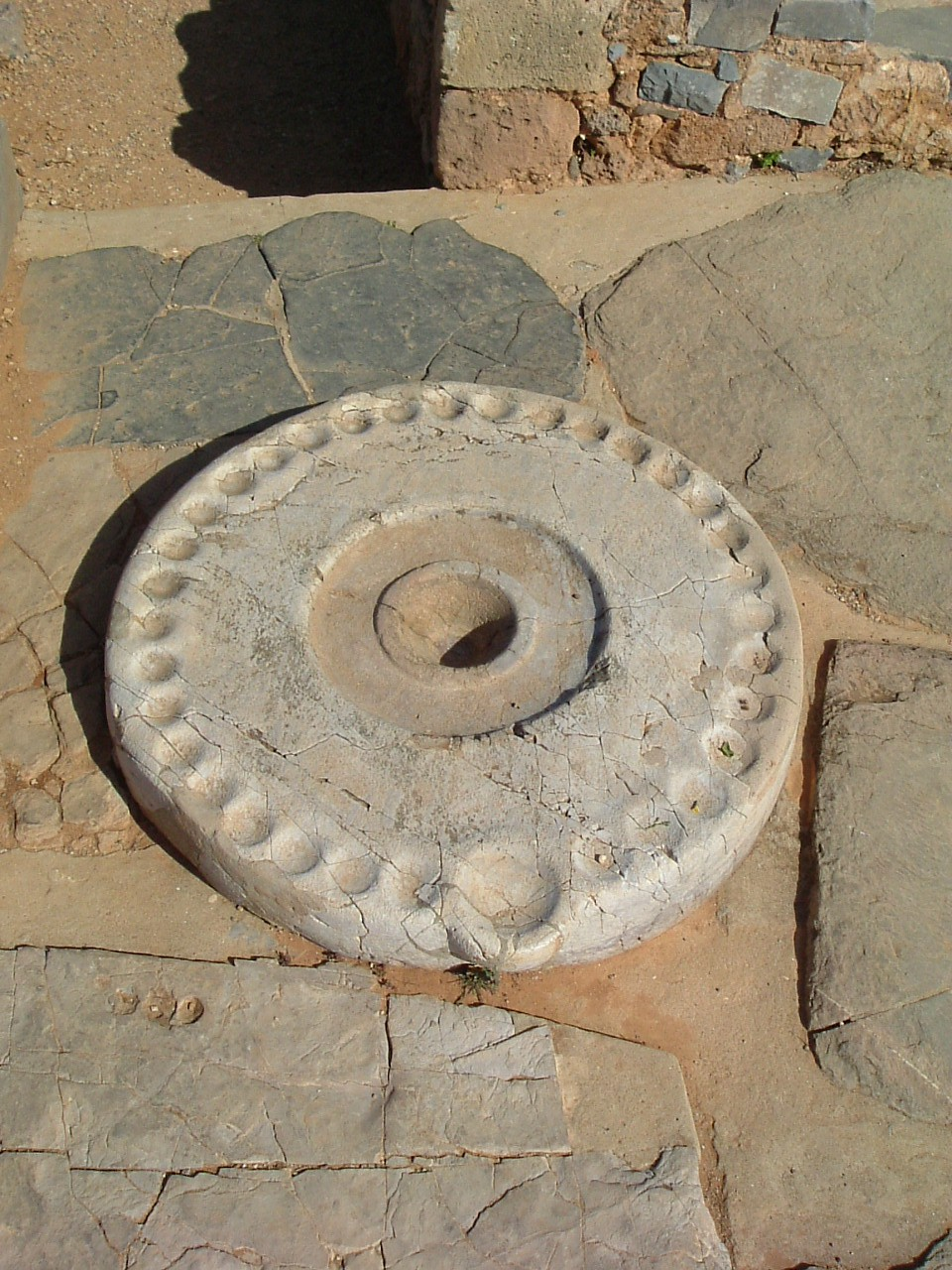
Cérnos de Mália[nt 3]
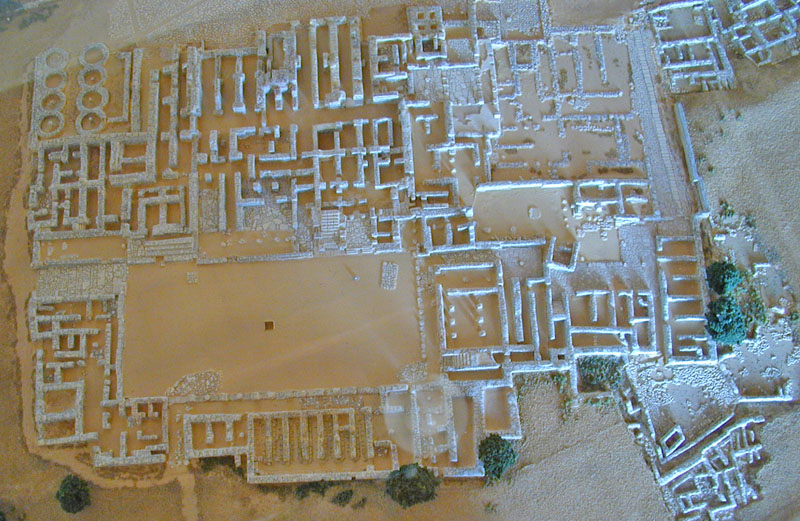
Maquete do complexo palaciano de Mália
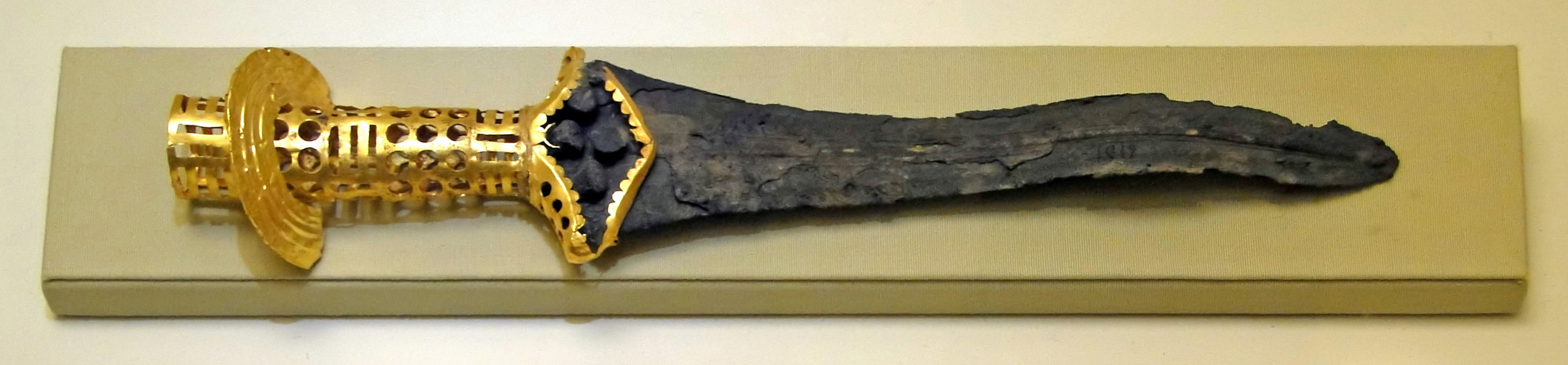
Adaga de ouro encontrada em Mália